# إرمانو فيجاتيلي
إرمانو فيجاتيلي مواليد 19 أغسطس 1984، هو ملاكم محترف بلجيكي يصنف ضمن فئة وزن الريشة.

## المسيرة الاحترافية
من نزالاته:
- انتصر على إنوسنت أنيانو (23-12-2011).
- خسر أمام فيتالي تاجبيرت (29-08-2008).

## إحصائيات
خاض خلال مسيرته 29 نزالا، فاز في 25 ولم يتعادل وخسر في 4. فاز بالضربة القاضية في 5 نزالات.

## وصلات خارجية
- إرمانو فيجاتيلي على موقع بوكس ريك (الإنجليزية) (registration required)

- الموقع الرسمي